# Kanał Drzewny (odnoga Parsęty)
Kanał Drzewny – odnoga rzeczna Parsęty w Kołobrzegu, w woj. zachodniopomorskim.
Kanał Drzewny bierze swój początek od lewego brzegu Parsęty na wysokości wsi Budzistowo, w granicach administracyjnych Kołobrzegu. Płynie równolegle z ulicą 6 Dywizji Piechoty w kierunku północnym. Przy targowisku w Kołobrzegu jest połączona z Parsętą poprzez kanał. Płynie na północny zachód pod mostem ulicy Młyńskiej, budynkiem szpitala i mostem ulicy Łopuskiego. Biegnie w kierunku portu pod mostem kolejowym i mostem ulicy Solnej. Następnie łączy się z wodami Parsęty w porcie morskim w Kołobrzegu.
Zarząd województwa ustanowił obręb ochronny, gdzie zabrania się połowu oraz czynności szkodliwych dla ryb, a w szczególności naruszania urządzeń tarliskowych, dna zbiorników i roślinności wodnej, uprawiania sportów motorowodnych i urządzania kąpielisk – w okresie od 20 marca do 31 maja każdego roku. Obręb obejmuje odcinek Kanału Drzewnego na długości 2,8 km od początku (w rejonie miejscowości Budzistowo) do mostu kolejowego w Kołobrzegu na ul. Solnej.

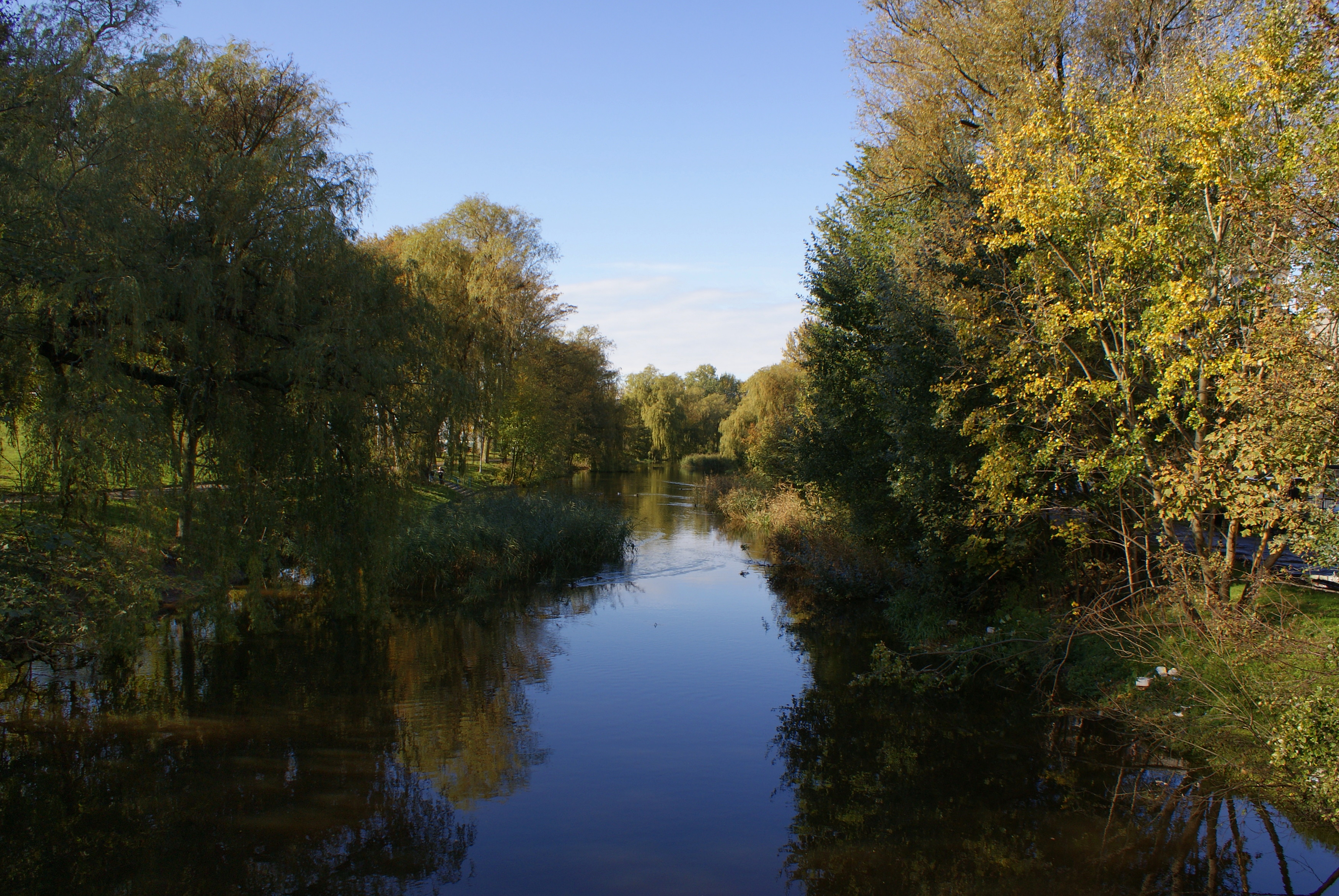
Kanał Drzewny z mostu ulicy Edmunda Łopuskiego

Do 1945 r. poprzednią niemiecką nazwą była Holz-Graben. W 1949 r. ustalono urzędowo polską nazwę Więceminka. Nazwa pochodziła od podkołobrzeskiej wsi Więcemino (niem. Karlsberg) (obecnie okolice skrzyżowania ulic Św. Wojciecha z 6 Dywizji Piechoty, gdzie niedaleko odchodzi od Parsęty). W 2013 r. Rada Miasta Kołobrzeg wystąpiła z wnioskiem do Ministra Administracji i Cyfryzacji o zmianę nazwy z Więceminka na Kanał Drzewny z uwagi na powszechność tej drugiej. Od 2015 r. urzędową nazwą jest Kanał Drzewny.